# 1998年国華航空サーブ340墜落事故
1998年国華航空サーブ340墜落事故は、1998年3月18日に台湾で発生した航空事故である。
新竹空港から高雄国際空港へ向かっていた国華航空7623便（サーブ340B）が離陸直後に南シナ海に墜落した。乗員乗客13人全員が死亡した。
この事故は当時、サーブ340で発生した最悪の事故で、2020年3月現在でも2番目に死者数が多いものとなっている。またこの事故は、飛航安全調査委員会発足のきっかけとなった。

## 飛行の詳細

### 事故機
事故機のサーブ340B（B-12255）は1993年に製造された。総飛行時間は8,076時間で、2基のゼネラル・エレクトリック CT7-9Bターボプロップエンジンを搭載していた。

### 乗員
7623便にはコックピットクルー2人と、客室乗務員3人が搭乗していた。機長の総飛行時間は10,900時間で、サーブ340では6,400時間の飛行経験があった。副操縦士の総飛行時間は300時間で、2月25日に訓練を終了したばかりだった。
事故当日、機長は11時間以上勤務しており、すでに9便の運航をおこなっていた。

## 事故の経緯
7623便は新竹から高雄へ向かう国内定期旅客便で、事故の2日前から運航され始めたばかりだった。事故当日の視界は悪く、計器気象状態であった。離陸前チェックリストを実行中、パイロットはRHメイン・バスの故障に気付いた。この故障により、自動操縦、左の電子飛行計器システム（EFIS）、左右のフライト・ディレクター、左のラジオ磁気指示計、EFISのコンパレータが使用不能になり、第2エンジンの除氷装置のブリードバルブが開いたままとなった。ブリードバルブが開いたままとなったため、第2エンジンの温度は通常の状態よりも15度高くなった。
19時29分、7623便は滑走路05から離陸した。離陸後、自動操縦装置が使用できなかったため、機長は手動で操縦を行った。さらに、ヨー・ダンパーも作動しなかったため、通常よりも方向舵の細かい操作をする必要があった。しかし、デジタルフライトデータレコーダー（DFDR）の記録によれば、機長はそのような操作を行っていなかった。離陸後、パイロットは左右のエンジンの温度を合わせるため、スロットルを手動で調節した。その結果、推力が左右で非対称になり、機体は右に傾き始めた。しかし、複数の計器が機能していなかったこともあり、機長は機体が右旋回していることに気づかなかった。
19時31分、機長は方位がおかしいことに気づき、磁気コンパスを見るよう副操縦士に求めた。しかし、副操縦士は何も返答しなかった。最後に空港レーダーで確認された7623便の高度は2,700フィート (820 m)で、その後機影が消失した。DFDRによれば、機体は右に71.7度傾き、機首を15.8度下げた状態で墜落した。
午前1時ごろまでに、機体の残骸などが新竹市の沖合い2kmほどの地点で発見された。

## 事故調査
残骸の回収活動には警察や海軍により行われた。回収された遺体はひどく損傷しており、一部の専門家は機内で爆発があった可能性を指摘した。しかし、航空局はその可能性は低いと述べた。また、中華民国空軍のミサイルによって撃墜されたという憶測もなされたが、国防部はこれを否定した。4月21日、調査委員会は火薬などの残留物が付着しているか検査するため、残骸を警察に送った。検査の結果、残骸から火薬などの残留物は検出されなかった。
当局によれば、7623便は予定では離陸後に左旋回をすることとなっていた。しかし、レーダーの記録から、7623便は右旋回しながら上昇し、その後降下していたことが判明した。また、2,700フィート (820 m)でレーダーから消失したことから
、この高度で機体が分解したのではという推測もされた
航空局は機械的故障が原因となった可能性があると発表した。フライトレコーダーの分析から、7623便は340ノット (630 km/h)の速度で海に激突したと推定された。
2001年6月5日、調査委員会は最終報告書を公表した。報告書では事故原因としてパイロットエラーが指摘された。RHメイン・バスが故障した結果、機体の複数の計器が使用できず、運用許容基準（MEL）を満たしていない状態だったにもかかわらず、パイロットは飛行を行った。また、標準的な手順にも従っていなかった。この事に加え、夜間の離陸で有視界飛行が出来ず、最終的にパイロットは状況認識を失った。

## 事故後
連戦中華民国副総統は、哀悼の意を示した。
事故後、国華航空はメディアのインタビューなどには応じなかった。中国民用航空局は、原因が明らかにされるまでサーブ340の運航を停止するよう国華航空に求めた。その結果、台中市と高雄市から馬公市へ向かう国華航空便が全て欠航となった。
1998年3月20日、2年間で3件の死亡事故を起こした国華航空は無期限の運航停止処分に処され、全路線が欠航となった。最終的に運行停止が解除されたのは4月4日であった。その他、国華航空は1989年から1998年にかけて本事故を含め、9件の機体全損事故を起こしていた。最終的に国華航空は1999年にチャイナエアライン傘下のマンダリン航空に合併、吸収された。
また、1998年は台湾で航空事故が相次いだ年だった。7623便の事故以前にチャイナエアライン676便墜落事故と徳安航空のヘリコプター墜落事故が発生していた。これをうけ行政院は、同年5月に飛航安全調査委員会を発足させた。